# 中村健二 (英文学者)
中村 健二（なかむら けんじ、1937年1月8日 - ）は、日本の英文学者、翻訳家。東京大学名誉教授。

## 略歴
朝鮮京城府生まれ。岐阜市立高校卒、1961年東大文学部英文科卒、同修士課程修了。大阪大学教養部助教授、1972年東大教養学部助教授、1982年教授、1997年定年退官、名誉教授、東洋大学教授。2007年退職。

## 共著
- 『Sentimental, Gothic, Romantic-18世紀後半の英文学とエピステーメー』（鈴木美津子, 神尾美津雄, 横川雄二共著、英宝社） 1997

## 翻訳
- 『悪党列伝』（ホルヘ・ルイス・ボルヘス、晶文社） 1976、のち改題『汚辱の世界史』（岩波文庫） 2012
- 『異端審問』（ホルヘ・ルイス・ボルヘス、晶文社） 1982、のち改題『続 審問』（岩波文庫） 2009
- 『批評の解剖』（ノースロップ・フライ、海老根宏, 出淵博, 山内久明共訳、法政大学出版局、叢書ウニベルシタス） 1980、のち新装版 2013
- 「ジャンヌ・ダルク」（トマス・ド・クインシー、国書刊行会、『トマス・ド・クインシー著作集2』） 1998
- 『世俗の聖典 ロマンスの構造』（ノースロップ・フライ、真野泰共訳、法政大学出版局、叢書ウニベルシタス） 1999
- 『ボルヘスのイギリス文学講義』（国書刊行会、ボルヘス・コレクション） 2001
- 『愛されたもの』（イーヴリン・ウォー、出淵博共訳、岩波文庫） 2013 - 元版は「英米作家対訳双書」金星堂 1969
- 『キーツ詩集』（ジョン・キーツ、岩波文庫） 2016